# Za dolar več
Za dolar več (italijansko Per qualche dollaro in più; angleško For a Few Dollars More) je italijanski »špageti vestern« film iz leta 1965, ki ga je režiral Sergio Leone. V glavnih vlogah nastopata Clint Eastwood in Lee Van Cleef kot lovca na glave ter Gian Maria Volonté kot glavni negativni lik. Je drugi film v Dolarski trilogiji.

## Vsebina
Mož katerega mnogi poznajo pod imenom Manco (Clint Eastwood), je lovec na glave. Z enakim delom se ukvarja tudi upokojeni polkovnik Douglas Mortimer (Lee Van Cleef). Oba lovca na glave neodvisno drug od drugega izvesta za "El India" (Gian Maria Volonté), okrutnega bandita, ki je ob pobegu iz zapora pobil vse razen enega paznika. Ko se osvobojeni Indio odloči obračunati z družino moža, ki ga je ujel, pokaže glasbeno žepno uro znotraj katere je vstavljena fotografija; prikazuje žensko, ki je, medtem, ko jo je Indio posiljeval, pograbila njegov revolver ter storila samomor. Dogodek je India močno pretresel, da pa bi zameglil ta spomin kadi močno adiktivno drogo.
Indio se odloči oropati banko v mestu El Paso, kjer hranijo v omarico predelan trezor s približno milijonom dolarjev. Ko Manco prispe v El Paso opazi Mortimerja, ki je tja prispel že pred njim. Zvečer se srečata iz oči v oči, ko pa ugotovita, da sta oba vztrajna, se odločita sodelovati. Mortimer prepriča Manca, da se pridruži Indijevi tolpi, saj ga bosta tako laže zajela. Manco se v ta namen odloči osvoboditi zaprtega člana tolpe, zaradi česar ga Indio kljub pomislekom sprejme v tolpo.
Indio pošlje Manca in tri druge razbojnike, da oropajo banko v bližnjem Santa Cruzu. Manco ustreli tri razbojnike in pošlje lažni telegrafski alarm, da prebudi šerifa iz El Pasa, ki se s svojo četo odpravi v Santa Cruz. Roparji razstrelijo zid na zadnji strani banke in ukradejo sef, vendar ga ne morejo odpreti. Član tolpe Groggy je jezen, ko se Manco kot edini preživeli vrne iz Santa Cruza, Indio pa Mancovo različico zgodbe sprejme, zahvaljujoč majhni rani na vratu, ki jo je kot dokaz Mancu povzorčil Mortimer. Tolpa se odpravi do majhnega obmejnega mesta Agua Caliente, kjer jih je čakal Mortimer domnevajoč, da bo tam njihov cilj. Mortimer Indiu ponudi, da odpre sef brez uporabe eksploziva. Po uspešnem odprtju Indio zaklene denar v trezor in pove, da bo plen razdeljen čez mesec dni.
Manco in Mortimer vdreta v trezor in skrijeta denar, a ju takoj zatem ujamejo in pretepejo. Mortimer je pred tem zavaroval ključavnico trezorja, zaradi česar Indio zato verjame, da je denar še vedno tam. Kasneje tisto noč Indio naroči svojemu poročniku Niñu, da z nožem, ki pripada Cuchilu, članu tolpe, ubije Mancovega in Mortimerjevega stražarja. Ko Niño osvobodi zapornike, Indio razkrije, da je ves čas vedel, da sta bila v resnici lovca na glave, zatem pa usmrti Cuchilla, ker naj bi izdal tolpo. Indio preostalim možem ukaže, naj poiščejo Manca in Mortimerja, v upanju, da se bodo vsi pobili in da bosta z Niñom lahko razdelila denar med seboj, Groggy pa spozna načrt in po umoru Niña prisili India, da odpre trezor, za katerega se ugotovi, da je prazen.
Sčasoma, ko z Mancom ubijeta bandite, Mortimer pokliče India in obenem razkrije svoje ime. Mortimer ustreli Groggyja, ko ta beži v zavetje, a ga Indio nato razoroži. Nato sproži glasbeno žepno uro, ter Mortimerju veli, da naj ob koncu glasbe pograbi orožje in ga ustreli. Ko se glasba konča, se iz druge žepne ure, ki jo je Manco izmaknil Mortimerju, zasliši enaka melodija. Manco stopi do Mortimerja ter mu poda svoj pas in pištolo. Ko se glasba konča, Mortimer strelja prvi in ubije India.
Mortimer vzame uro iz Indiove roke. Manco opazi, da je Mortimer podoben ženski na fotografiji vinjete znotraj pokrova ure. Mortimer razkrije, da je njen brat (oče v španski sinhronizaciji). Z ubojem India je dosegel svoje maščevanje, zato zavrne svoj del nagrade in odide. Manco naložie trupla India in njegove tolpe na voz. Ko že misli, da nekdo manjka se prikaže Groggy, katerega Manco ustreli. Na voz naloži še truplo slednjega. Usede se na voz ter se odpelje, da pobere nagrade za vse ubite bandite, pri čemer se za kratek čas ustavi, da iz skrivališča pobere še ukradeni denar iz banke.

## Igralska zasedba
- Clint Eastwood kot Manco
- Lee Van Cleef kot polkovnik Douglas Mortimer
- Gian Maria Volonté kot El Indio
- Mario Brega kot Niño
- Luigi Pistilli kot Groggy
- Aldo Sambrell kot Cuchillo